# Arquitectura neoclàssica catalana

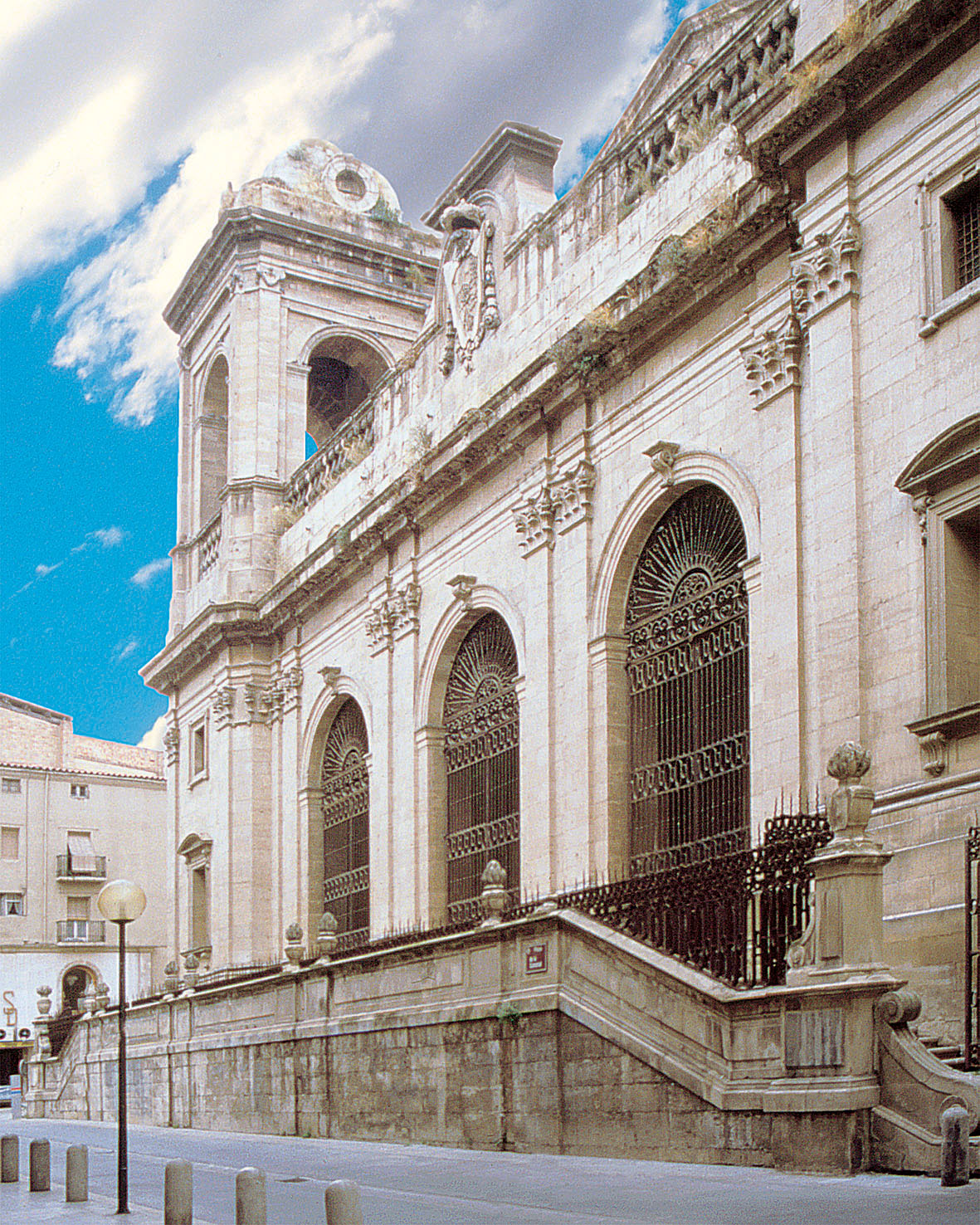
Catedral Nova de Lleida

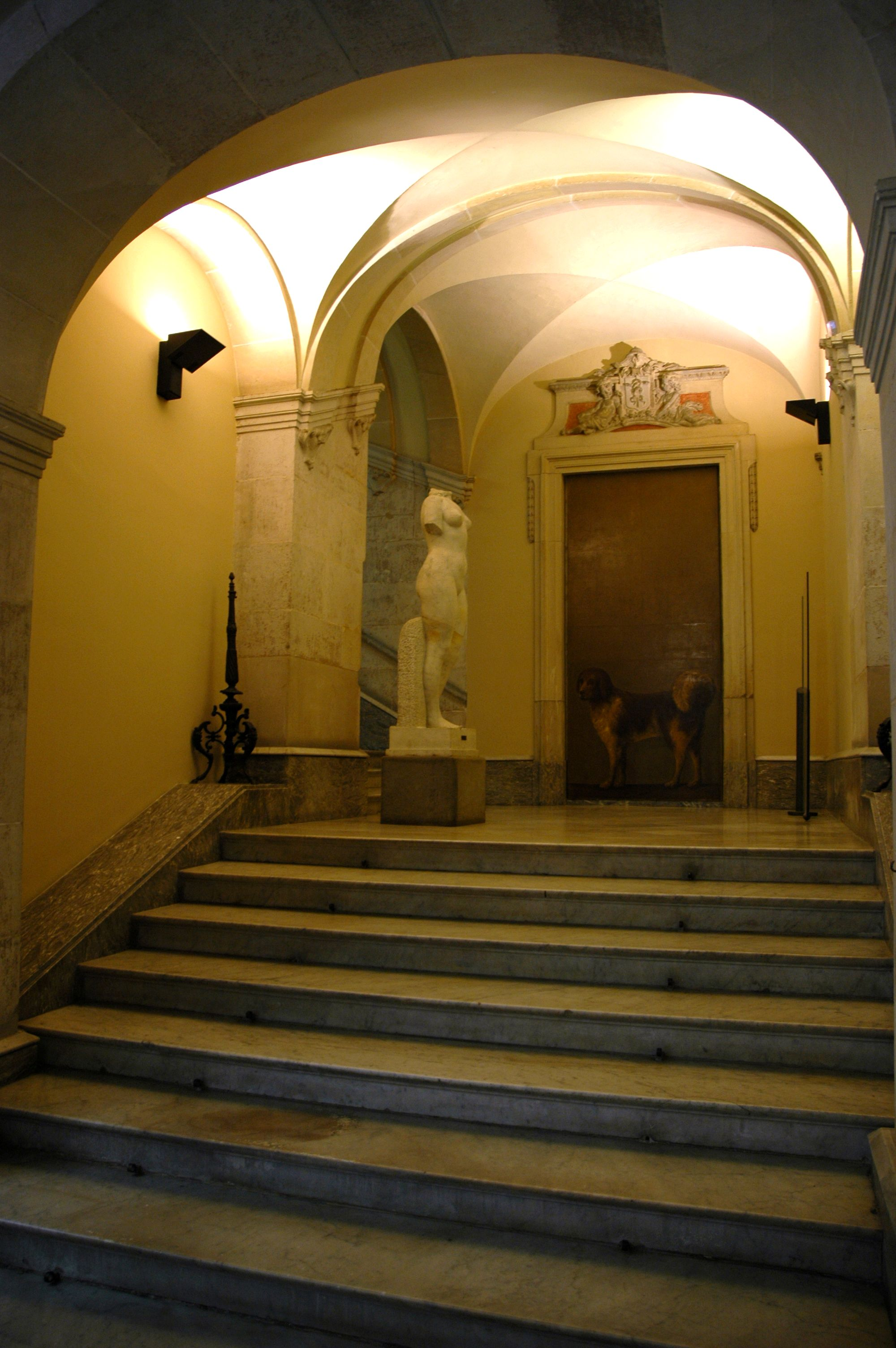
Interior del Palau Moja de Barcelona

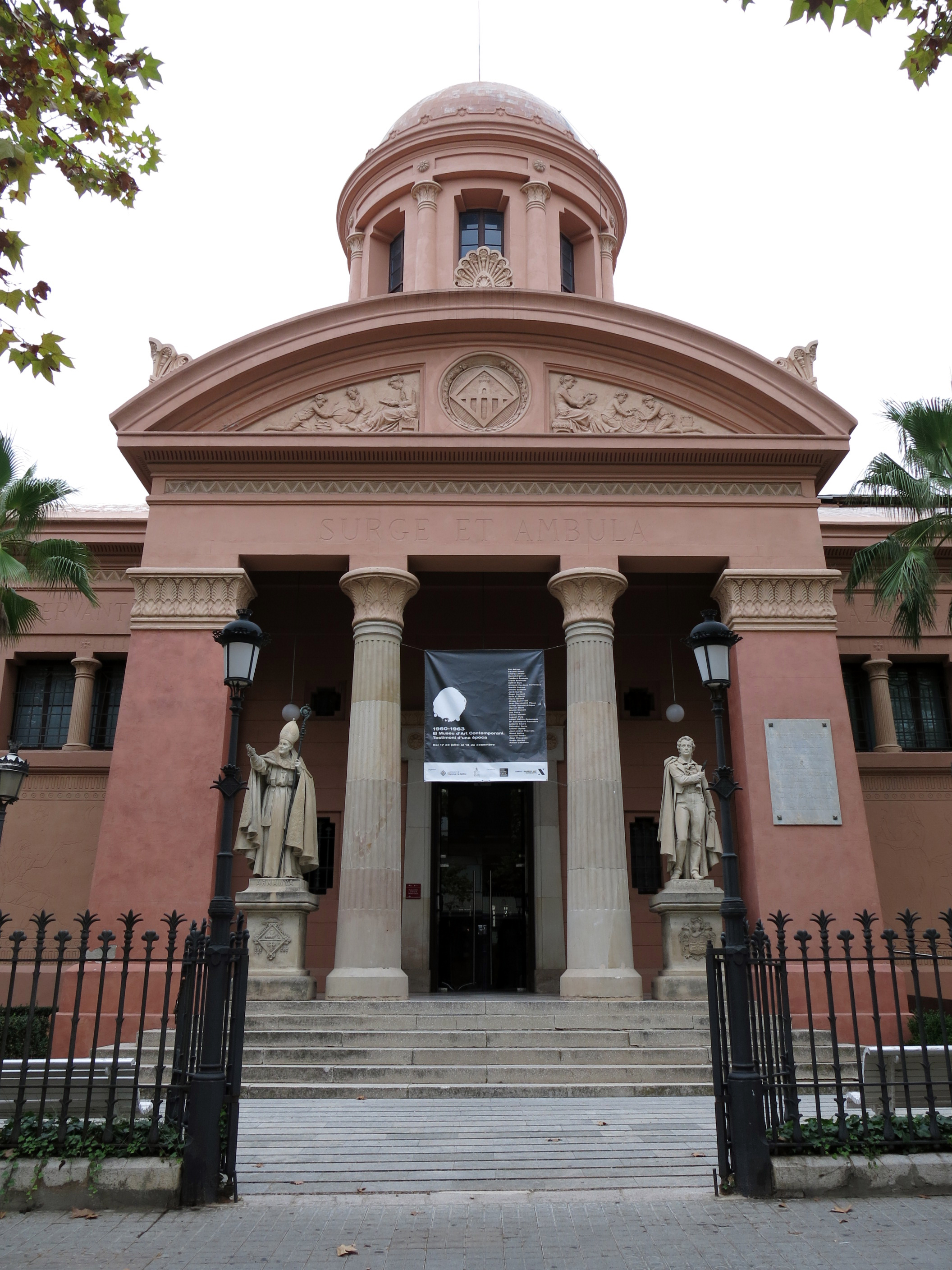
Museu Victor Balaguer de Vilanova i la Geltrú

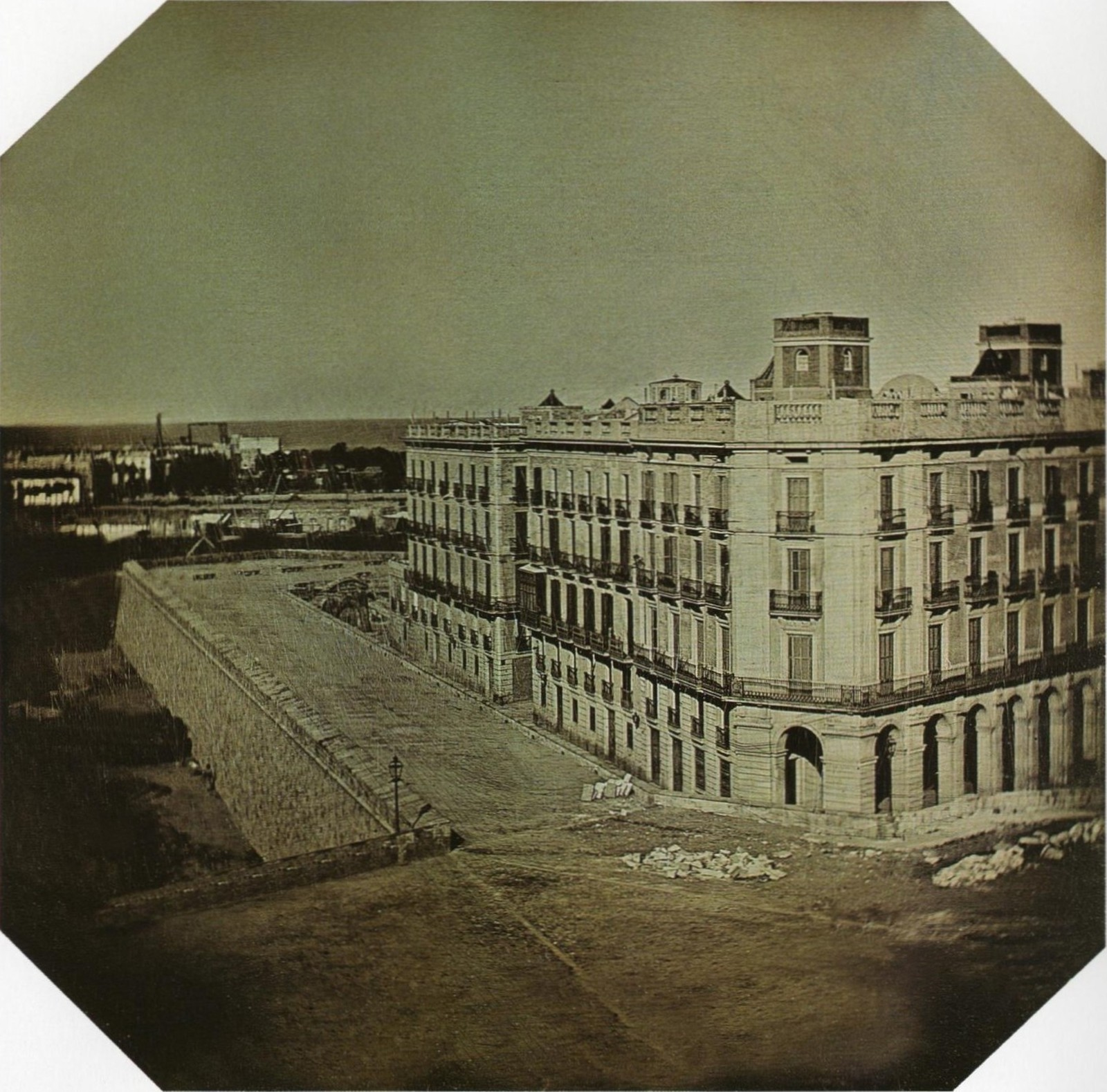
Aquest daguerreotip, de 1848, mostra la Casa Vidal Quadras, al Passeig d'Isabel II, a Barcelona, al costat dels porxos de la casa Xifré. Imatge invertida lateralment, com en un mirall.

L'arquitectura neoclàssica catalana és l'expressió del neoclassicisme originàriament francès, que es presenta com una reacció al barroc i rococó (arquitectura considerada molt efectista i sobrecarregada) preocupant-se per una arquitectura basada en la racionalitat, simplicitat i utilitat amb una mentalitat clara i ordenada. L'arquitectura neoclàssica a Catalunya es desenvoluparia de meitat del segle xviii a principis del segle xix.
A Catalunya s'adapta el model del neoclassicisme francès que al seu torn s'inspirava en l'estètica grecoromana revifada pels descobriments precisament en aquella època de les restes notablement ben conservades d'Herculà i Pompeia que el qui seria Carles III d'Espanya va ordenar excavar.
A la segona meitat del segle xviii es va produir un fort canvi en la societat catalana que va posar uns fonaments nous a la cultura i l'art de Catalunya. En aquest moments apareixen els primers arquitectes catalans de formació acadèmica (ja amb estudis de matemàtiques, estereotomia, arquitectura hidràulica, obra civil, etc.) que treballen encara amb l'élite dels mestres d'obres (de formació gremial). Entre els fets que marquen aquest canvi hi ha l'arribada al tron de Carles III d'Espanya (1759), la creació de la Junta Particular de Comerç de Barcelona (1763), l'autorització de la Reial conferència físico-matemàtica (1764),la finalització de les obres del Col·legi de Cirurgia, traçat per Ventura Rodríguez (1764), la iniciació de la nova Llotja a partir de 1770 obra de Joan Soler i Faneca, L'Edicte d'Obreria de l'Ajuntament de Barcelona de 1771 (a partir del qual s'exigeix una memòria per concedir el permís d'obres) i l'obertura el 1775 de l'Escola Gratuïta de Dibuix promoguda per la Junta de Comerç.

## Alguns arquitectes
Entre els arquitectes catalans del Neoclàssic destaquen figures com Ignasi March, Joan Soler i Faneca, els germans Josep Mas i Dordal i Pau Mas i Dordal, Josep Ribes i Margarit i Josep Renart i Closes

## Algunes obres neoclàssiques a Catalunya
- Porxos d'En Xifré al Pla de Palau de Barcelona exemple d'arquitectura civil burgesa
- Palau Moja, de barcelona casa senyorial construïda el 1774.
- Capella de Santa Tecla a la catedral de Tarragona obra de Josep Prats
- Seu Nova de Lleida
- Església de Santa Maria de Capellades restaurada per Josep Maria Jujol
- Can Lluch, seu del Museu de Gavà, masia senyorial de 1799.
- Llotja de Barcelona projectat per Joan Soler i Faneca
- Casa de la Vila, El Masnou. Projecte de Miquel Garriga i Roca (1845)[3]